# 寶可夢 破曉之翼
《破曉之翼》是遊戲《寶可夢 劍／盾》的衍伸網路動畫系列，由Studio Colorido製作。於2019年12月13日公開，並於2020年1月15日開始在YouTube網路平台免費播放，全7集。
2020年11月5日為紀念《寶可夢 劍／盾 擴充票》冠之雪原發佈，上映了特別篇「EXPANSION ～群星會～」。

## 角色
約翰（聲：悠木碧）
自小就開始住院生活的少年。
是丹帝的崇拜者，夢想有一天自己能親臨賽場觀看寶可夢對戰。
湯米（聲：真堂圭）
和約翰在同一家醫院住院，總是與約翰一起熱烈地談論寶可夢。
善於助人，對心思單純的約翰來說好像哥哥一樣的存在。
丹帝（聲：櫻井孝宏）
伽勒爾地區的衛冕冠軍，在寶可夢對戰的正式比賽中，擁有保持全勝的絕對實力。
再加上他的人品，使他擁有超高人氣，是名符其實的伽勒爾地區「最強」的寶可夢訓練家。
赫普（聲：三瓶由布子）
丹帝的弟弟，寶可夢訓練家。和拍檔毛辮羊一起，努力成為像自己崇拜的哥哥那樣最強大的冠軍。
索妮亞（聲：Lynn）
丹帝的青梅竹馬。擔當祖母木蘭博士的助手的年輕學者。
曾經是寶可夢訓練家，那時起便與露璃娜成為好朋友。
洛茲（聲：山路和弘）
伽勒爾寶可夢聯盟的會長，一家超大型企業的社長。正是他的功績，讓伽勒爾地區的寶可夢聯盟揚名世界。另外，他曾經推薦丹帝參加道館挑戰，是慧眼識人的伯樂。
奧利薇（聲：長尾步）
洛茲的秘書，有著沉著冷靜的性格。
她擁有敏銳的商業頭腦，同時也擔任洛茲公司的副社長，負責實際的經營工作。
亞洛（聲：新垣樽助）
道館館主之一。心地善良，備受道館訓練家們的尊敬。信條是「享受比賽」，以草屬性的寶可夢為主力，對戰時表現頑強堅韌。
露璃娜（聲：雨宮天）
既是道館館主，也是一位名模。有著不服輸的倔強性格，乍看會覺得她口氣和藹可親，其實暗藏著爭鬥之心。
彩豆（聲：喜多村英梨）
擁有百年歷史的伽勒爾空手道的高手。主要操控格鬥屬性的寶可夢。性格非常嚴謹刻板，不太輕易流露感情。即使身陷險境也不為所動，可以無比精準地操控對戰。
歐尼奧（聲：廣橋涼）
年紀很小就擔任道館館主的優秀訓練家。性格極為內向、膽小，所以不敢見人，經常用面具遮住臉。平時好像會一個人待在遺址或墓地，不太在人前露面。
計程車司機（聲：荻野晴朗）
伽勒爾交通的飛翔計程車的司機。他的鋼鎧鴉堪稱伽勒爾首屈一指的飛速。

## 製作人員
- 導演 - 山下清悟[3]
- 副導演 - 渡辺葉
- 脚本 - 木下爽[3]
- 脚本監修 - 岸本卓[3]
- 概念美術、顏色指定 - 東みずたまり[4]
- 人物設計 - 小笠原真
- 美術設計 - 東みずたまり、おかちょけ
- 美術監督 - 竹田悠介、益城貴昌
- 色彩設計 - 広瀬いづみ
- CG監製 - 高橋将人
- 撮影監督 - 小川克人
- 音響監督 - 三間雅文
- 音樂 - Conisch[4]
- 動畫製作 - STUDIO COLORIDO、FILMONY（第2話）

## 集數列表
| 集數                                                                               | 標題                                              | 分鏡、演出       | 作畫監督                 | 日語發布日期  | 英語發布日期   |
| ---------------------------------------------------------------------------------- | ------------------------------------------------- | ---------------- | ------------------------ | ------------- | -------------- |
| 1                                                                                  | 信 （／Letter）                                   | 山下清悟         | 篠田貴臣、高野友宏       | 2020年1月15日 | 2020年1月15日  |
| 夢想能目睹冠軍對戰的少年約翰，親手寫了信給聯盟會長洛茲。                           |                                                   |                  |                          |               |                |
| 2                                                                                  | 訓練 （／Training）                               | 新井陽次郎       | 黄捷、田村篤、新井陽次郎 | 2020年2月18日 | 2020年2月18日  |
| 在對戰中輸給丹帝的彩豆為了精進自己，與寶可夢們獨自前往深山修行。                   |                                                   |                  |                          |               |                |
| 3                                                                                  | 搭檔 （／Buddy）                                  | 竹内雅人         | 井川典恵                 | 2020年3月17日 | 2020年3月17日  |
| 崇拜著丹帝與噴火龍的赫普，讓毛辮羊感到被冷落而離開，留下到處尋找牠的赫普。         |                                                   |                  |                          |               |                |
| 4                                                                                  | 晚波 （／Early-Evening Waves）                    | 山下清悟         | 近岡直                   | 2020年4月17日 | 2020年4月21日  |
| 身為模特兒的露璃娜在對戰上屢次挫敗，在與美納斯相遇後重新找回自己的信心。           |                                                   |                  |                          |               |                |
| 5                                                                                  | 秘書 （／Assistant）                              | 渡辺葉           | Moaang                   | 2020年6月5日  | 2020年6月4日   |
| 作為馬洛科蒙集團副會長的奧利薇，即使在會長不在的期間，仍完美地結束了一天的工作。   |                                                   |                  |                          |               |                |
| 6                                                                                  | 月夜 （／Moonlight）                              | 川畑えるきん     | 刈谷仁美                 | 2020年7月3日  | 2020年7月2日   |
| 想與約翰道歉的湯米，找上了待在墓園裡的歐尼奧幫忙。                                 |                                                   |                  |                          |               |                |
| 7                                                                                  | 天空 （／Sky）                                    | 山下清悟         | 近岡直                   | 2020年8月6日  | 2020年8月6日   |
| 終於能夠目睹冠軍對戰的約翰，在搭乘飛翔計程車時遇見了意想不到的人。                 |                                                   |                  |                          |               |                |
| 特別篇                                                                             | EXPANSION ～群星會～ （／The Gathering of Stars） | 山下清悟、渡辺葉 | 黄捷、渡辺暁子           | 2020年11月5日 | 2020年11月17日 |
| 在寶可夢聯盟冠軍盃結束後，前任冠軍丹帝召集了強大的訓練家們，伽勒爾明星賽就此揭幕！ |                                                   |                  |                          |               |                |

## 外部連結
- YouTube播放列表（台灣） （页面存档备份，存于）
- YouTube播放列表（香港） （页面存档备份，存于）
- 互联网电影数据库（IMDb）上《寶可夢 破曉之翼》的资料（英文）
- 官方网站：繁體中文、簡體中文、日文